# Тонконогов Яків Іванович
Яків Іванович Тонконогов (рос. Яков Иванович Тонконогов; 15 травня 1897, слобода Алєксандровська — 15 травня 1955, Київ) — радянський військовий діяч, генерал-майор.

## Біографія
Народився 15 травня 1897 року в слободі Алєксандровській Воронізької губернії в селянській родині. Після закінчення трикласної сільської школи працював наймитом.

### Військова служба
1916 року призваний до царської армії, в серпні цього ж року з маршовою ротою відбув на Кавказький фронт, де в складі 15-го стрілецького полку воював на ерзерумському напрямку. У березні — червні 1917 року перебував в госпіталі міста Тифліса через хворобу (тиф), по лікуванні був санітаром на військовому санітарному потязі союзу міст. Після Жовтневого перевороту в листопаді 1917 року втік з армії і повернувся на батьківщину.
У Громадянську війну в серпні 1918 року мобілізований в Добровольчу армію генерала А. І. Денікіна і направлений в розпорядження військового начальника міста Павловська Воронезької губернії. Наприкінці вересня звідти направлений в 3-й гренадерський полк і через 2-3 тижні відбув з ним в район станції Лиски. Тут брав участь у наступі Богучарських полків проти частин Червоної армії.

#### В Червоній армії
10 вересня 1918 року втік з полку і через три дні влився в 104-й Бобровський піхотний полк Червоної армії. У цьому полку служив до квітня 1919 року. Брав участь в боях на Південно-Західному та Південному фронтах проти денікінських військ в районах Боброва, Павловська, Бутурлинівки, Калача, станиць Казанської, Мігулинської, Кавказької, станцій Каменської, Міллерово, Сулін, під Новочеркаськом, Ростовом-на-Дону, Армавіром, П'ятигорськом. 5 квітня 1919 року під хутутором Бреховим, при придушенні повстання в Донській області (станиці Мігулинська, Вьошинська, Казанська), був поранений і до червня перебував у госпіталі. Після одужання повернувся в полк, який в цей час входив до складу 3-ї Богучарської бригади 40-ї Богучарської стрілецької дивізії. У його складі брав участь у боях з військами генерала П. М. Врангеля під Юзовкою, Маріуполем, Мелітополем. З листопада 1920 року із полком боровся з озброєними формуваннями Н. І. Махно в районі Гуляй-Поля.
У грудні 1920 року був зарахований курсантом на 83-і Слов'янські командні піхотні курси. Після їх закінчення у вересні 1922 року призначений в 45-ту стрілецьку дивізію УВО в місто Київ, де проходив службу командиром відділення дивізійної школи, помічником командира і командиром кулеметного взводу. У вересні 1924 року призначений в 133-й стрілецький полк цієї ж дивізії, де обіймав посади командира кулеметного взводу, тимчасово виконувача обов'язки командира стрілецького батальйону, командира кулеметної роти. З квітня 1928 року командував навчальною кулеметною ротою в 22-му окремому зенітно-кулеметному батальйоні в Києві. У червні—липні 1928 року перебував на зенітних артилерійських курсах в Севастополі, в тому ж році здав екстерном іспит за нормальну піхотну школу при Київській об'єднаній військовій школі командирів імені С. С. Каменєва. З листопада 1929 по лютий 1930 року проходив підготовку на курсах «Постріл» (кулеметне відділення), після закінчення повернувся в полк і проходив службу на посадах командира-політрука роти, тимчасово виконуючого обов'язки помічника командира батальйону по господарській частині і начальника команди однорічників, помічника командира батальйону по стройовій частині. З листопада 1931 року командував окремим кулеметним батальйоном в укріпленому районі (УНР-52).
У березні 1933 року призначений командиром навчального батальйону 72-го стрілецького полку 24-ї Самаро-Ульяновської залізної стрілецької дивізії. З січня по листопад 1935 року перебував на розвідувальних курсах при IV управлінні РСЧА, після повернення призначений командиром окремого розвідувального батальйону цієї ж дивізії. З червня 1937 року перебував в урядовому відрядженні, брав участь в національно-революційній війні в Іспанії. За бойові заслуги нагороджений орденом Червоного Прапора і медаллю «За відвагу». Після повернення в СРСР у серпні 1939 року полковник Тонконогов призначений командиром 141-ї стрілецької дивізії, яку формував в місті Слов'янську. Потім дивізія була передислокована в КОВО в Шепетівку. Брав участь з нею в походах Червоної армії в Західну Україну (вересень — жовтень 1939 року), в Північну Буковину і Бессарабію (червень — липень 1940 року).
З початком німецько-радянської війни 141-ша стрілецька дивізія під командуванням генерал-майора Тонконогова в складі 37-го стрілецького корпусу 6-ї армії Південно-Західного фронту брала участь в прикордонній битві на північний захід від Львова, потім у Київській оборонній операції. На початку серпня її частини були оточені. При прориві в складі частин 6-ї армії 9 серпня 1941 року районі Підвисокого — Первомайськ, будучи важко хворим і контуженим, Тонконогов потрапив в полон. До лютого 1943 року утримувався в таборах військовополонених в Замостя і Хаммельсбурге, потім Нюрнберзькій в'язниці. Потім переправлений до концтабору Флессенбург і працював в каменярнях. У червні 1944 року переведений в концтабір Дахау, де 1 травня 1945 року звільнений американськими військами.
Після війни з 10 травня по 31 грудня 1945 року проходив державну перевірку в Москві, потім був відновлений в кадрах РСЧА. З січня до березня 1946 року перебував на лікуванні на курорті, після чого направлений на курси удосконалення командирів стрілецьких дивізій при Військовій академії імені Фрунзе. Після їх закінчення в березні 1947 року призначений начальником військової кафедри Саратовського економічного інституту. 10 лютого 1949 року звільнений у відставку через хворобу. 

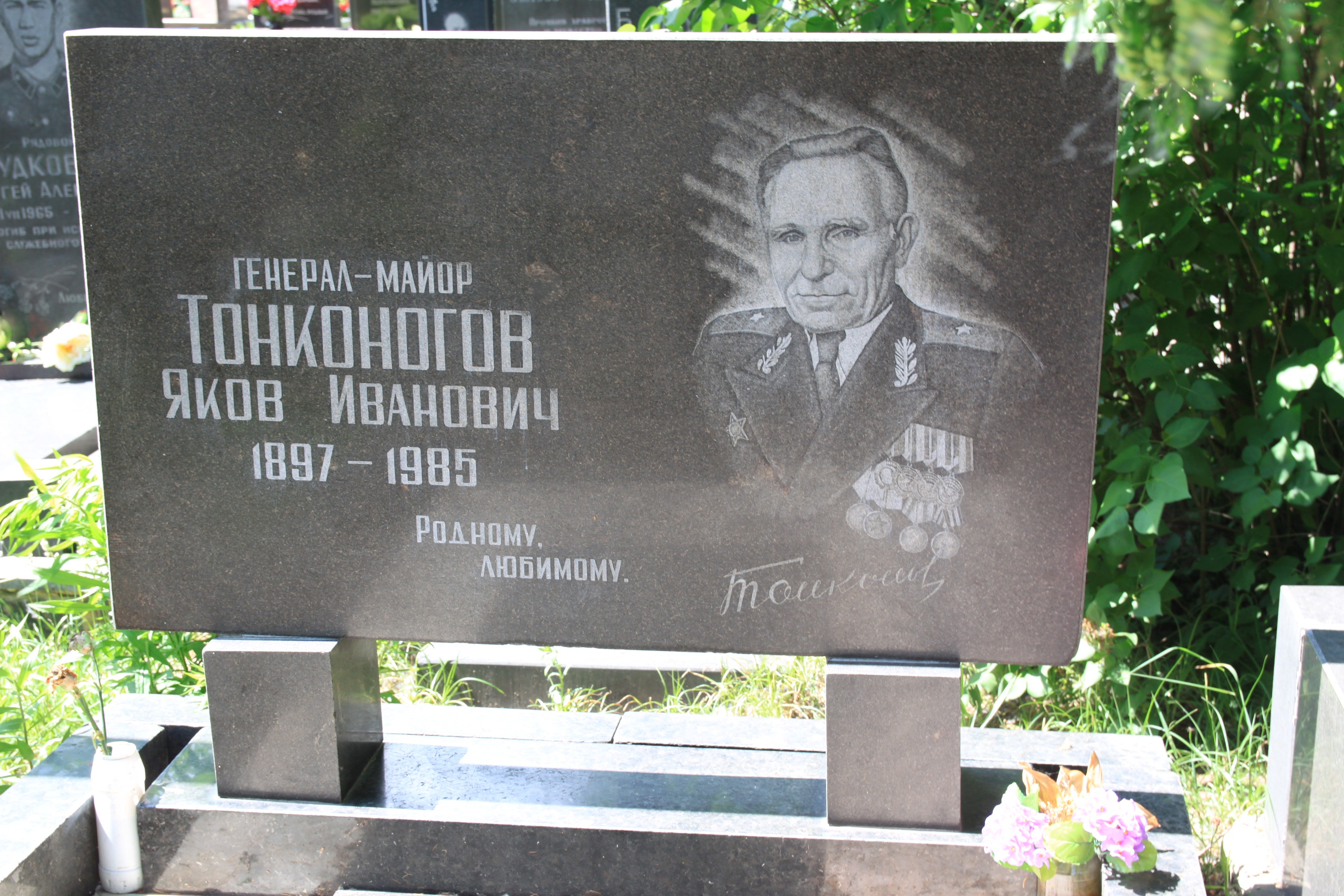
Могила Якова Тонконогова

Помер в Києві 15 травня 1985 року, похований на Лук'янівському військовому кладовищі.

## Відзнаки
Нагороджений:
- Ордени: Леніна, Вітчизняної війни 1 ступеня, три Червоного Прапора, Червоної Зірки;
- Медалі: «За відвагу», 20 років РСЧА, 30 років Радянській Армії, «20 років Перемоги над Німеччиною», «50 років Збройних Сил», «Ветеран Збройних Сил», «За оборону Києва», «За перемогу над Німеччиною», «60 років Радянській Армії», «100 років народження Леніна».
- Значки: За Іспанію, почесний значок РКВВ, 50 років КВО, 25 років Перемоги.